# Jim Garrison
Earling Carothers Garrison (21 de novembre de 1921 - 21 d'octubre de 1992) -- va canviar el seu primer nom en la dècada de 1960-- fou fiscal de districte a Nova Orleans des de 1962 a 1973; és conegut per les seves investigacions sobre l'assassinat del president John F. Kennedy, desenvolupades als anys 1966-1968.

## Investiga l'assassinat de Kennedy

### Rebat la versió oficial
Les seves investigacions arribaren a la conclusió que la teoria oficial, defensada per la Comissió Warren, pel que fa a l'autoria en solitari de l'assassinat per part de Lee Harvey Oswald, no es fonamentava en les proves.

### Les conclusions de la Comissió Warren no són coherents
Un dels punts en què feu més esment fou que l'elevat nombre de ferides produïdes per l'atemptat no podien haver-se produït tan sols per tres trets. Aquest fet era fonamental per a la teoria de l'assassí solitari, donat que en el temps que s'escolten els trets, un tirador d'elit (i segons els informes sobre Oswald, aquest no ho era), sols hagués pogut executar com a màxim 3.

### Teoría de la Bala Mágica
Per tal que això fos possible, era necessari que una de les bales disparades per Oswald hagués realitzat més d'una desena de ferides, serpentejant des del cos de Kennedy primer fins al del senador Connally, després rebotant nombroses vegades i realitzant bruscos i vertiginosos canvis de trajectòria: és l'anomenada Teoria de la bala única, coneguda popularment com a teoria de la bala màgica o bala que fa zigazagues. Garrison argumentava que aquesta mateixa teoria era un absurd, i sobre això es fa fonamentar per afirmar que hi havia d'haver, almenys, un quart tret i, per tant, un segon tirador, probablement des d'una tanca en un monticle proper i fins i tot en un triple tret creuat (tres tiradors almenys, per tant), que tindria com a centre el president.

### Va existir una conspiració?
També es basava en el fet que les mesures de seguretat foren mínimes (entre elles, el fet de viatjar en una limusina descoberta, o que el cotxe hagués de reduir dràsticament la velocitat en el gir del carrer Elm). Tots aquests indicis, a part de la pròpìa investigació matussera realitzada pel govern dels Estats Units (testimonis que s'obviaren o amb declaracions modificades, detalls passats per alt), i el fet que Oswald probablement va pertànyer a la CIA, apuntarien, segons Garrison, a una conspiració a nivell dels serveis secrets nord-americants (que implicaria la CIA, l'FBI, l'Exèrcit i, acceptant a posteriori els fets, el mateix Lyndon B. Johnson), que hauria matat Kennedy per evitar la seva política de desmilitarització, progressiva disminució de tropes a la guerra del Vietnam (tot això suposava la pèrdua d'una important font d'ingressos per a les empreses associades a l'Exèrcit) i, en definitiva, la pèrdua de poder per als serveis secrets i l'Exèrcit que, durant l'època d'Eisenhower, havien estat els autèntics definidors de la política nacional.
D'aquesta teoria no sols s'han fet eco els habituals fans de la teoria de la conspiració. De fet, ja hi ha hagut algun prestigiós periodista nord-americà que ha defensat la tesi segons la qual la guerra ha estat, durant molts anys, un dels grans motors econòmics dels Estats Units (i la presència d'un president com Kennedy, que planejava fins i tot la sortida de Vietnam, era un factor que posava en perill aq uesta política de conflictes iniciada a la Segona Guerra Mundial) i que persisitiria al llarg de tota la guerra freda -Vietnam, Corea, Nicaragua i fins i tot Iraq-. En una enquesta que es va dur a terme als anys 90, més de la meitat dels nord-americans no creien que l'assassinat de JFK l'hagués dut a terme una sola persona, sinó que hi va haver una trama conspirativa.

### Judici
Garrison va aconseguir fins i tot dur a judici a un dels suposats implicats en el cas (Clay Shaw, alies Clay Bertrand), però aquest fou absolt, tot i que anys més tard s'admetria (en contra del que es va afirmar en el seu dia), que l'acusat havia treballat per a la CIA.

## Dies finals
Garrison acabà sent membre del Tribunal d'Apel·lacions de Louisiana. Les seves investigacions sobre el cas Kennedy foren retratades per la pel·lícula JFK: Cas obert, d'Oliver Stone, en la qual fins i tot va tenir un petit paper, interpretant, curiosament, el president de la Comissió, Earl Warren.